# Nike Mag

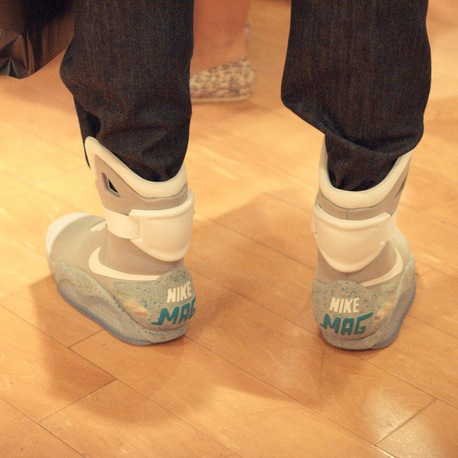
Nike Mag

Nike Mag ist ein Modell von Sneakers der Firma Nike.
Sie sind ein Replikat der Schuhe der Filmfigur Marty McFly aus dem Film Zurück in die Zukunft II. Die Schuhe sind mit LEDs beleuchtet und haben einen automatisierten Verschluss.
Sie wurden von Nike-Designer Tinker Hatfield für den Film im Jahr 1989 erfunden. Das damalige Modell war nicht marktreif und funktionierte nur als Requisite. Über 15 Jahre später starteten Fans eine Petition, die McFly-Schuhe auf den Markt zu bringen.
2011 erschien eine erste auf 1510 Exemplare limitierte Edition von Nike Mag. Sie entstanden in Zusammenarbeit mit der Schuhdesignerin Tiffany Beers. Die eingebauten, wiederaufladbaren Batterien können bis zu 3000 Stunden die Leuchtflächen des Schuhs mit Strom versorgen. Die automatisierte Verschlussfunktion war hier noch nicht realisiert. Die Schuhe wurden (1500 Stück am 8. September 2011 auf ebay sowie weitere 10 in Deluxeverpackung auf einer weiteren Auktion) versteigert. Käufer zahlten bis zu 9959 US-Dollar für ein Paar Nike MAG. Zu den Besitzern der Sonderedition gehören Prominente wie der Sänger Kanye West oder der US-Baseball-Spieler Brian Wilson. Es kamen Erlöse in Höhe von zusammen knapp 6 Millionen US-Dollar zusammen. Googlemitgründer Sergey Brin und seine Frau Anne Wojcicki verdoppelten den Betrag der Onlineauktion auf 9,4 Millionen US-Dollar. Alle Erlöse kamen der Michael J. Fox Foundation zugute. Für die Kampagne beteiligten sich auch ehemalige Schauspieler des Films wie beispielsweise Christopher Lloyd.
Am 4. Oktober 2016 wurde offiziell das Modell 2016 Nike Mag mit Selbstbindefunktion (vom Hersteller „Adaptive Fit“ genannt) in einer limitierten Stückzahl von 89 Stück vorgestellt. Ein Großteil der Schuhe wurden über ein Gewinnspiel verlost, drei Paare in Auktionen versteigert. Der gesamte Verkaufserlös kommt der Michael J. Fox Foundation zugute.